# Konfederacja targowicka

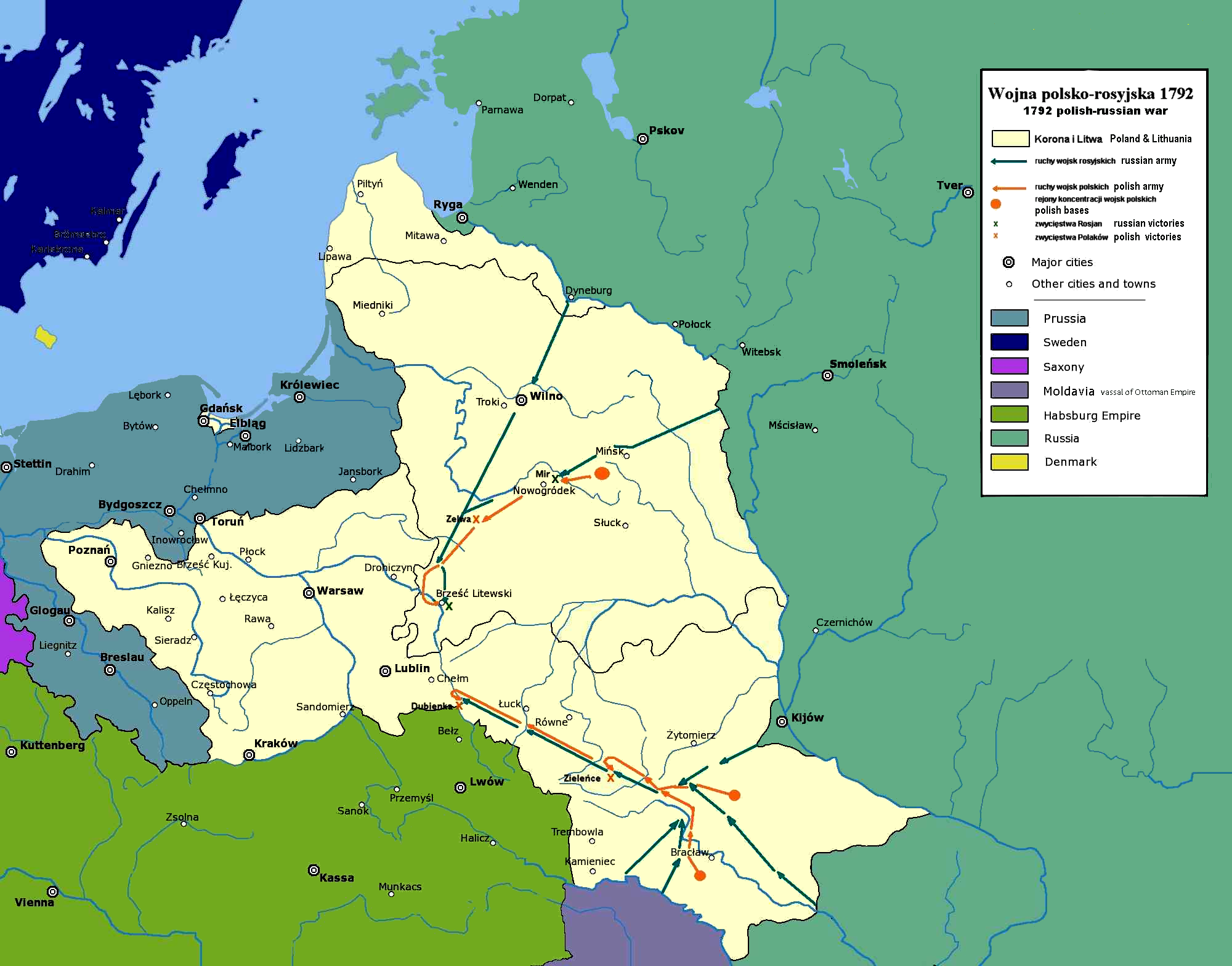
Wojna polsko-rosyjska 1792 roku

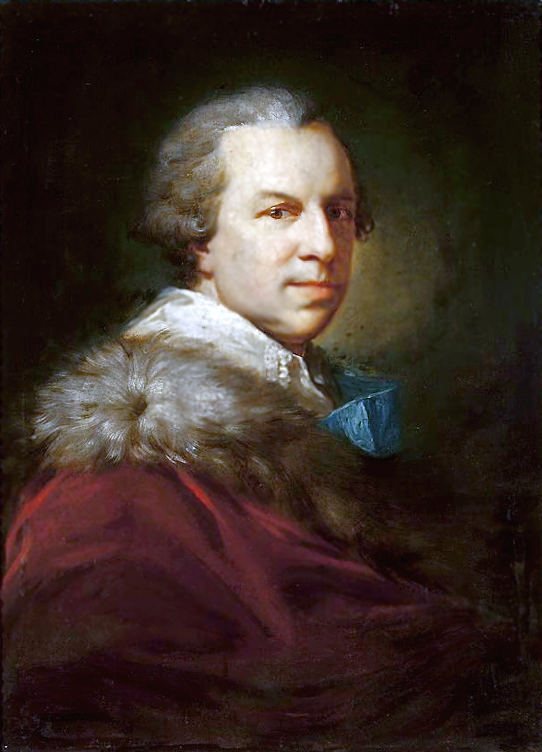
Stanisław Szczęsny Potocki, inicjator spisku targowickiego

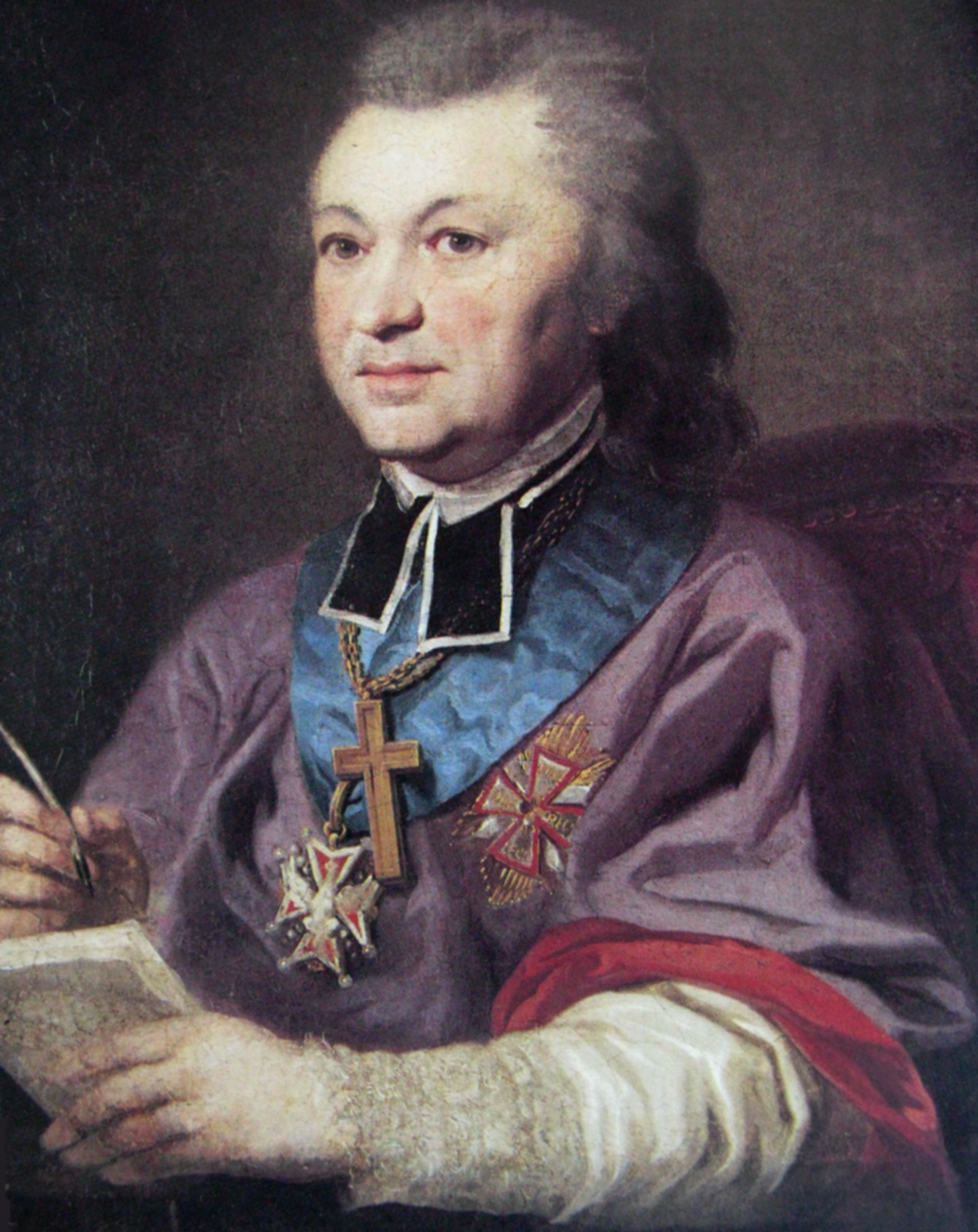
Biskup inflancki Józef Kazimierz Kossakowski, rzeczywisty przywódca konfederacji targowickiej na Litwie

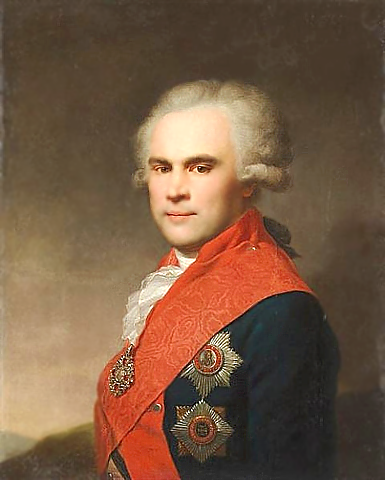
Wasilij Stiepanowicz Popow

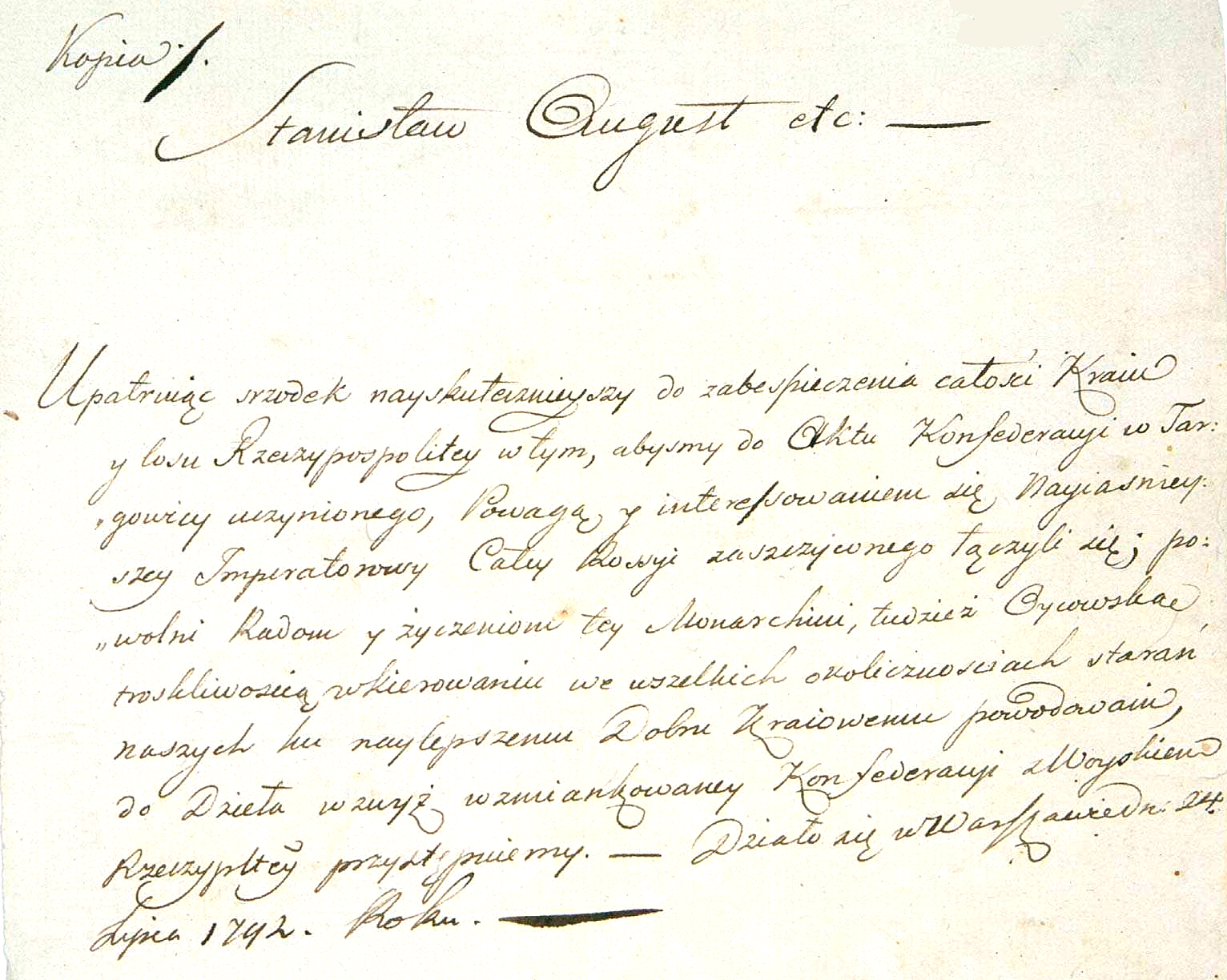
Akces Stanisława Augusta Poniatowskiego do konfederacji targowickiej 24 lipca 1792

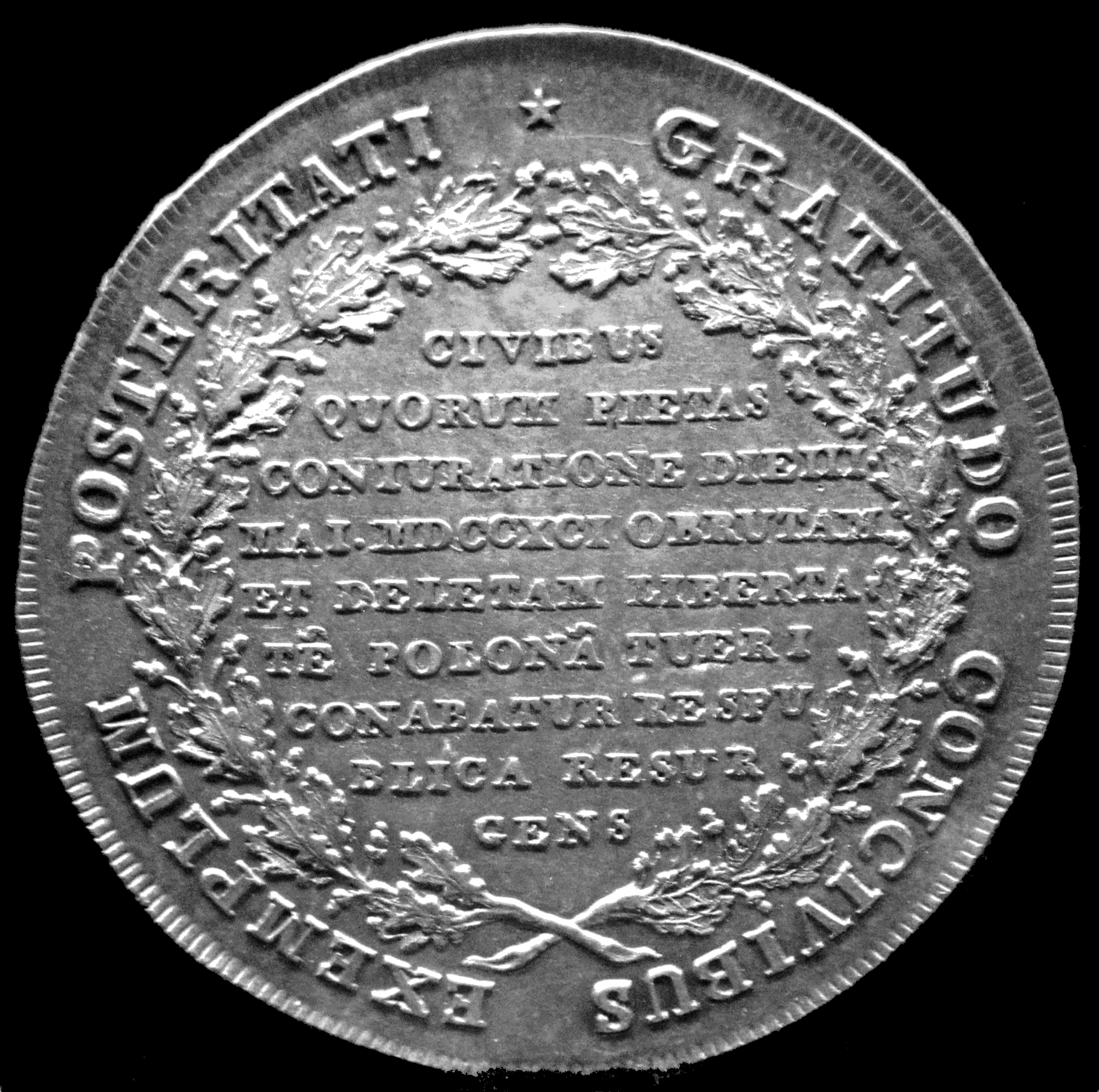
Talar konfederacji targowickiej wybity w 1793

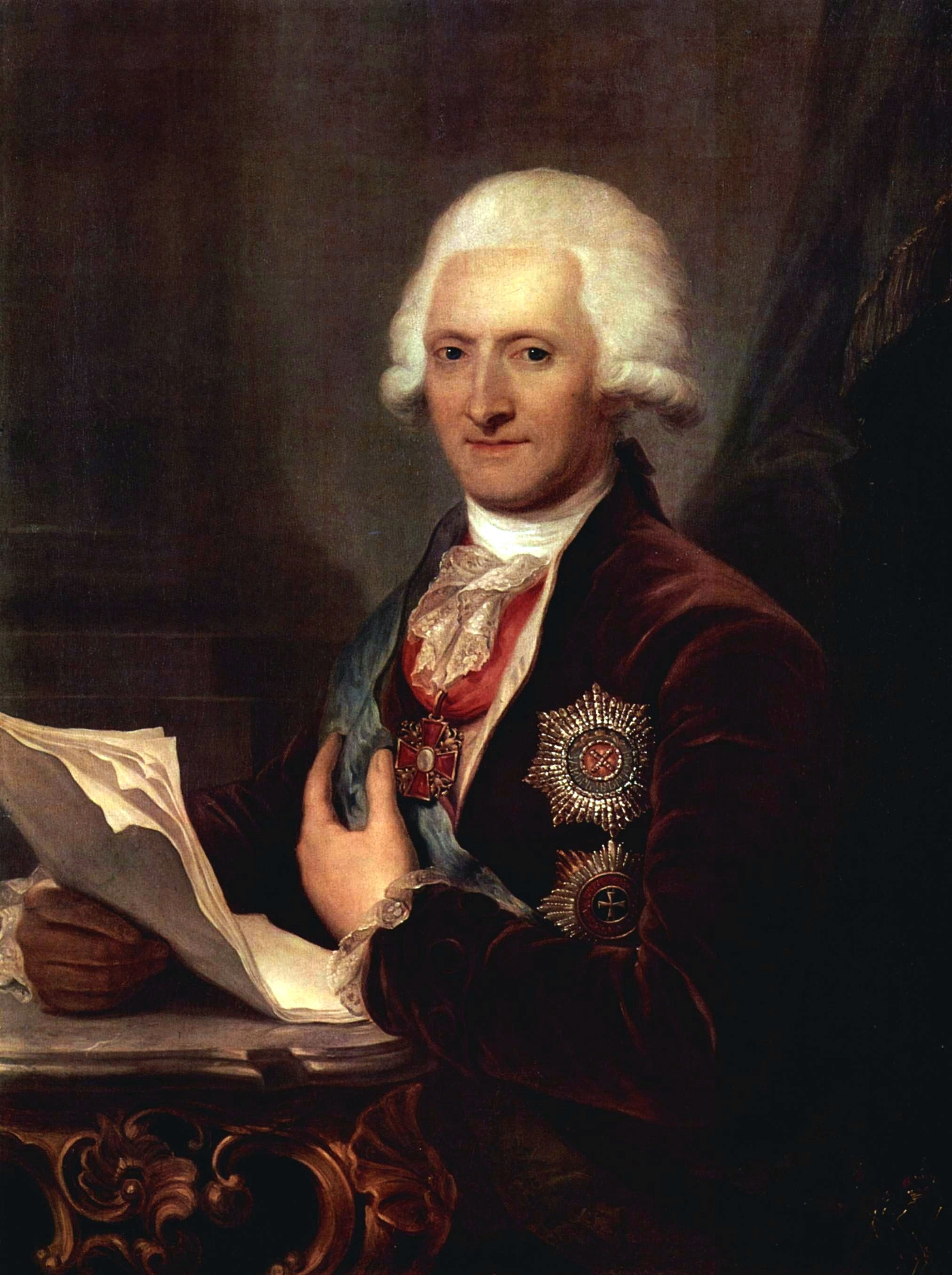
Jakob Sievers

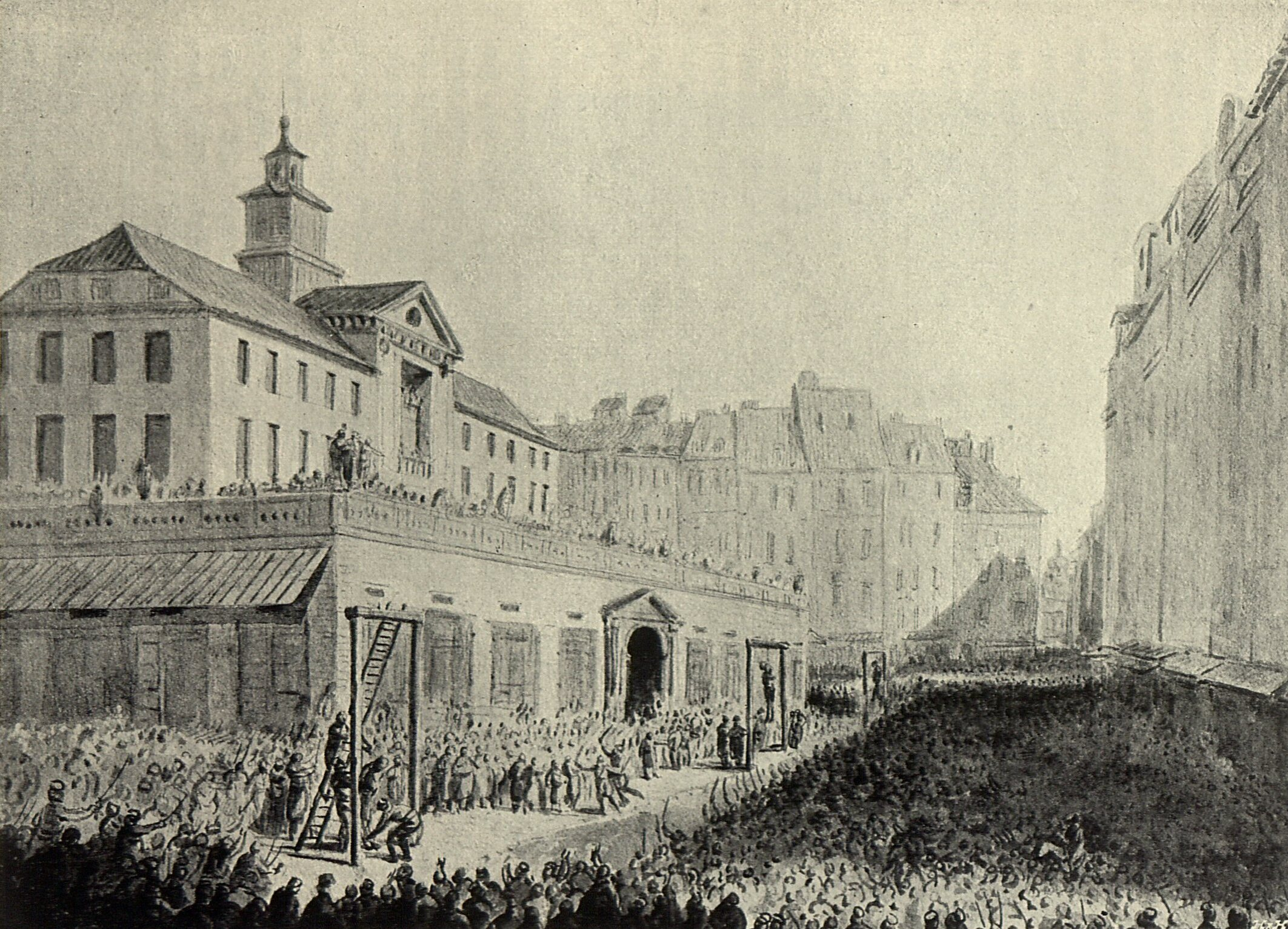
Wieszanie targowiczan w Warszawie 9 maja 1794

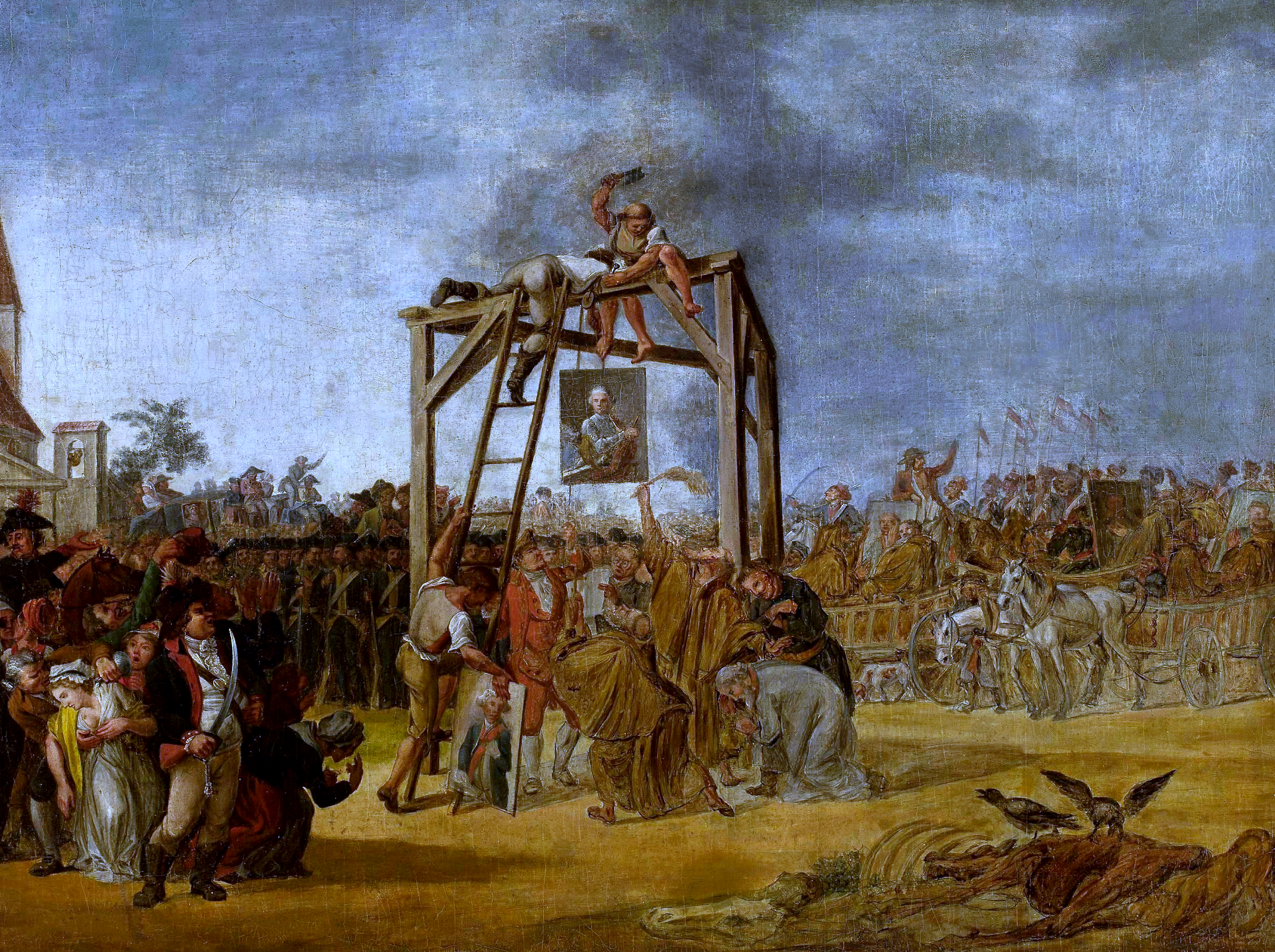
Wieszanie zdrajców (in effigie)
Jan Piotr Norblin

Konfederacja targowicka – spisek magnacki zawiązany w nocy z 18 na 19 maja 1792 w Targowicy (w rzeczywistości 27 kwietnia 1792 w Petersburgu), na życzenie i pod patronatem cesarzowej Rosji Katarzyny II, skierowany przeciwko reformom Sejmu Czteroletniego i Konstytucji 3 maja, uznany za symbol zdrady narodowej.

## Geneza
Po uchwaleniu przez Sejm Czteroletni 3 maja 1791 pierwszej konstytucji ustrojowej, część wpływowej magnaterii nie zamierzała poddać się prawom ustanowionym przez tę konstytucję i 14 maja 1792 zawiązała w niewielkim miasteczku Targowicy na kresach konfederację w celu jej obalenia. W rzeczywistości spisek został zawiązany 27 kwietnia 1792 w Petersburgu pod patronatem cesarzowej Katarzyny II, która od 1768 r. występowała jako gwarantka ustroju Rzeczypospolitej. Sam tekst aktu konfederacji zredagował generał rosyjski Wasilij Popow, szef kancelarii księcia Grigorija Potiomkina. Wzięli w niej udział magnaci: generał artylerii koronnej Stanisław Szczęsny Potocki jako marszałek konfederacji koronnej, hetman wielki koronny Franciszek Ksawery Branicki, hetman polny koronny Seweryn Rzewuski, generał Szymon Marcin Kossakowski i inni. Sekretarzem konfederacji został publicysta Dyzma Bończa-Tomaszewski. Dążyli oni do podziału państwa na samodzielne prowincje. Zwrócili się w tym celu o pomoc wojskową do cesarzowej Rosji, uzyskali ją i 18 maja 1792 na Rzeczpospolitą uderzyła stutysięczna armia rosyjska, rozpoczynając wojnę polsko-rosyjską.
Według niektórych ocen (np. Wojciecha Stanka), była reakcją opozycji na konstytucyjny zamach stanu i reformy sejmu rewolucyjnego warszawskiego. Sygnatariusze aktu konfederacji targowickiej mieli oskarżać twórców Konstytucji 3 maja: nigdy jeszcze sztuka zwodzenia w tym u nas nie była widoczna stopniu, w którym się okazała w ostatnich czasach. (…) tego szlachetny naród polski doświadczył, sztuką i zwodzeniem wolność mu wydarto. Częściowo tylko, gdzie się udać mogło podkopywano gmach Rzeczypospolitej, gotowano rzeczy, aby go raptem wywrócić.

## Wojna polsko-rosyjska 1792 roku
Do wojny zwanej także wojną w obronie Konstytucji 3 maja doszło po wkroczeniu wojsk rosyjskich do Polski, po zwróceniu się konfederatów targowickich o pomoc do Rosji. Pomimo zwycięstw odniesionych pod Zieleńcami i Dubienką przez stronę polską, Rosjanie doszli do Wisły, co skłoniło króla Stanisława Augusta Poniatowskiego do przystąpienia do konfederacji targowickiej i wydania rozkazu do zaprzestania dalszych walk.
Na rozkaz króla wydany 25 lipca wojska Rzeczypospolitej przerwały działania wojenne, a dowódcy, m.in. ks. Józef Poniatowski i gen. Tadeusz Kościuszko, na znak protestu podali się do dymisji. Wielu oficerów i cywilnych opozycjonistów udało się na emigrację, głównie do Saksonii. W ten sposób postąpili m.in. zadeklarowani przeciwnicy konfederacji targowickiej, marszałek Sejmu Stanisław Małachowski i Ignacy Potocki.
Niewypowiedziana formalnie wojna rosyjsko-polska trwała od 16 maja do 26 lipca 1792 roku. Po przedwczesnej kapitulacji wojsk polskich w konsekwencji przystąpienia króla do konfederacji targowickiej, targowiczanie zajęli przy pomocy wojsk rosyjskich wszystkie województwa Rzeczypospolitej, likwidując organy władzy powołane przez Sejm Czteroletni.

## Konfederacja Generalna Wielkiego Księstwa Litewskiego
Po zajęciu ziem Litwy przez wojska rosyjskie 25 czerwca 1792 proklamowano w Wilnie konfederację generalną Wielkiego Księstwa Litewskiego, w dużej mierze komplementarną do konfederacji koronnej. Marszałkiem konfederacji litewskiej został mianowany kanclerz wielki litewski Aleksander Michał Sapieha, a jego zastępcą łowczy wielki litewski Józef Zabiełło. W rzeczywistości faktyczną władzę nad Wielkim Księstwem Litewskim sprawował samozwańczy hetman polny litewski Szymon Marcin Kossakowski i jego brat, biskup inflancki Józef Kazimierz. Kierował on poczynaniami swojego bratanka, Józefa Dominika, który zastępował nieobecnego w kraju Sapiehę. Władze targowickie, korzystając z opieki wojsk rosyjskich, dokonały wówczas wielu aktów zemsty osobistej wobec szlachty i mieszczan, którzy w większości poparli dzieło Konstytucji 3 maja. Palono wsie i miasta należące do patriotów, na dobra ich nakładano sekwestr, a ich samych niejednokrotnie publicznie znieważano. Poczynania te były zazwyczaj okazją do prywatnego wzbogacenia się kosztem ofiar i Rzeczypospolitej, np. biskup Kossakowski zagarnął bezprawnie dobra skarbowe na sumę 900 000 złotych polskich. Konfederacja litewska ustanowiła odmienny niż w Koronie kurs rosyjskiego rubla w stosunku do złotego, 1 rubel = 6 złotych polskich, na Litwie 1 rubel = 6 złp i 20 groszy. Skutkowało to potanieniem towarów eksportowanych do Rosji lub kupowanych przez wojska rosyjskie na terenie Rzeczypospolitej.

## Przystąpienie króla do konfederacji
Pozbawiony pomocy zbrojnej swojego pruskiego alianta, szantażowany widmem bankructwa, gdyby Rosjanie zażądali spłaty pożyczonych mu sum, Stanisław August Poniatowski zwrócił się listownie do Katarzyny II, proponując jej wieczyste przymierze i ewentualną swą abdykację na rzecz wnuka cesarzowej, Konstantego. W odpowiedzi Katarzyna II podtrzymała swe poparcie dla konfederatów targowickich i zażądała przystąpienia króla do konfederacji targowickiej. Naciski na króla wywierała też nuncjatura, przekonując go, aby zgodnie ze stanowiskiem papieża przystąpił do targowiczan.
Wobec takiego stanowiska cesarzowej i nuncjatury król postanowił zaprzestać walki i przystąpił do konfederacji targowickiej. Akces do niej zgłosił 24 lipca 1792 roku. Swoją decyzję postrzegał jako „środek najskuteczniejszy do [zapewnienia] bezpieczeństwa całości kraju i losu Rzeczypospolitej”. Stanisław August Poniatowski już wcześniej tajnie negocjował warunki zaprzestania działań wojennych z pozostałym w Warszawie posłem rosyjskim Jakowem Bułhakowem za pośrednictwem podkanclerzego litewskiego Joachima Litawora Chreptowicza. Stosując się do nowej instrukcji wicekanclerza Imperium Rosyjskiego Iwana Ostermanna, poseł rosyjski zredagował ostateczną wersję przedstawionego mu aktu przystąpienia króla do konfederacji targowickiej.
Król, stosując się do żądania dworu petersburskiego, nie zwołał Straży Praw, konstytucyjnego organu państwa, ale swoją decyzję przedstawił na zebraniu ministrów Rzeczypospolitej 23 lipca 1792. W posiedzeniu uczestniczyli: prymas Michał Jerzy Poniatowski, marszałek wielki koronny Michał Jerzy Mniszech, marszałek wielki litewski Ignacy Potocki, marszałek nadworny litewski Stanisław Sołtan, podskarbi wielki litewski Ludwik Tyszkiewicz, podskarbi nadworny litewski Antoni Dziekoński, podskarbi nadworny koronny Tomasz Adam Ostrowski, kanclerz wielki koronny Jacek Małachowski, podkanclerzy koronny Hugo Kołłątaj, podkanclerzy litewski Joachim Litawor Chreptowicz, marszałkowie sejmowi Stanisław Małachowski i Kazimierz Nestor Sapieha oraz książę Kazimierz Poniatowski.
Zamiar króla uzyskał aprobatę niewielką większością głosów (7:5). Króla poparł Hugo Kołłątaj, zwolennikiem dalszej walki był m.in. Kazimierz Nestor Sapieha, który początkowo należał do obozu hetmańskiego. 24 lipca Stanisław August złożył na ręce posła rosyjskiego Jakowa Bułhakowa żądany przez Katarzynę II akces do konfederacji targowickiej.

## Najjaśniejsza Konfederacja Obojga Narodów
Na życzenie Katarzyny II 6 września 1792 w Brześciu nad Bugiem rozpoczęły się obrady generalności obu konfederacji – koronnej i litewskiej. 11 września dokonało się uroczyste połączenie obu konfederacji pod nazwą Najjaśniejszej Konfederacji Obojga Narodów. Akt ten pobłogosławił obecny na tej uroczystości były pomocniczy biskup przemyski Michał Sierakowski. Papież Pius VI wystosował specjalne błogosławieństwo dla dzieła konfederacji targowickiej. Gorącymi zwolennikami konfederacji byli: biskup chełmski Wojciech Józef Skarszewski, biskup żmudzki Jan Stefan Giedroyć, biskup poznański Antoni Onufry Okęcki, biskup łucki Adam Tadeusz Naruszewicz i biskup wileński Ignacy Jakub Massalski.
Rozpoczęła ona prace nad likwidacją skutków zmian ustrojowych, wprowadzonych przez Konstytucję 3 maja. Derogowano wszystkie decyzje Sejmu czteroletniego odnoszące się do reformy wojska. Zerwano stosunki dyplomatyczne z Francją, wydalając jej posła Marie Louisa Descorches’a, odwołując też wszystkich przedstawicieli dyplomatycznych Rzeczypospolitej przy obcych dworach. Zdecydowano także o wysłaniu do Sankt Petersburga specjalnej delegacji hołdowniczej, która miała podziękować Katarzynie II za zbrojną interwencję i złożyć propozycję wieczystego przymierza pomiędzy Rosją i Polską. Władze targowickie, wsparte obecnością wojsk rosyjskich zmuszały wojsko i szlachtę polską do składania pod przymusem akcesów do konfederacji generalnej, zakazały też publicznego noszenia Orderu Virtuti Militari i używania symboli związanych z Konstytucją 3 maja.
Zjazd brzeski zamknięto 27 września, postanawiając przenieść obrady generalności do Grodna.
Konfederacja targowicka zaprowadziła w Rzeczypospolitej rządy terroru, przy pomocy wojska rosyjskiego dokonując licznych grabieży i kontrybucji dóbr patriotów. Zrujnowany wojną kraj musiał dodatkowo znosić finansowe skutki pobytu 100 tysięcznej rosyjskiej armii okupacyjnej. Miarą upadku targowiczan było uroczyste poselstwo przywódców konfederackich 14 listopada 1792 do Katarzyny II, którzy podziękowali jej, że zechciała przywrócić wolność i ustrój republikański w Polsce. Nie skrywając swych wiernopoddańczych uczuć żywionych dla cesarzowej Rosji, Franciszek Ksawery Branicki, Seweryn Rzewuski, Szymon Kossakowski wyrazili wówczas swą radość, że gdy despotyzm osiadł tron polski, na nieszczęśliwy naród wejrzał Bóg i Katarzyna.

## Sejm grodzieński
23 stycznia Rosja podpisała z Prusami traktat podziałowy, w którym zgodziła się na oddanie Prusom zachodnich województw Rzeczypospolitej. Wkrótce w granice państwa polskiego wkroczył korpus wojsk pruskich w celu wyegzekwowania postanowień tego traktatu.
Taki obrót rzeczy skompromitował ostatecznie przywódców konfederacji targowickiej, którzy o ile liczyli się z możliwością aneksji wschodnich ziem Rzeczypospolitej przez Rosję, byli przekonani, że Katarzyna II pozostawi nienaruszone pozostałe terytorium jako rosyjski protektorat.
Rosja jeszcze raz postanowiła wykorzystać fałszywy zapał patriotyczny targowiczan, gdy poseł rosyjski Jakob Sievers zezwolił generalności konfederackiej na wydanie 3 lutego 1793 manifestu protestacyjnego przeciwko agresji i okupacji pruskiej. 11 lutego generalność wydała uniwersał, zwołujący pospolite ruszenie, jednak decyzję swoją zmuszona była cofnąć w wyniku presji Katarzyny II. Część przywódców konfederacji targowickiej wyjechała wówczas z kraju.
W celu zatwierdzenia traktatów podziałowych Katarzyna II zwołała sejm grodzieński 17 czerwca 1793. Odbyte 29 maja w asyście wojsk rosyjskich sejmiki ziemskie wybrały prawie wszędzie posłów rekomendowanych przez władze konfederacji targowickiej.
22 sierpnia wyłoniona ze składu sejmu deputacja podpisała z Rosją traktat cesyjny, w którym Rzeczpospolita oddawała ćwierć miliona kilometrów kwadratowych swojego terytorium.
O ile traktat z Rosją został zatwierdzony po miesiącu obrad, tak o układzie z Prusami posłowie nawet nie chcieli słyszeć. Rosjanie wtedy wycelowali w zamek grodzieński armaty i po nocy milczenia, nad ranem 2 września, zatwierdzono cesję na rzecz Prus.

## Rozwiązanie
15 września 1793 Rosjanie rozwiązali konfederację targowicką, która nie była im już do niczego potrzebna, a na dodatek, od czasu wydarzeń lutowych, nie mogli być pewni pełnej lojalności jej członków.
W jej miejsce utworzono konfederację grodzieńską, której zadaniem miało być opracowanie nowego traktatu wieczystej przyjaźni pomiędzy Rzecząpospolitą i Rosją.
Sejm grodzieński obradujący pod dyktatem posła rosyjskiego zatwierdził 24 września traktaty rozbiorowe i zajął się przywracaniem ustroju Rzeczypospolitej sprzed reform Konstytucji 3 maja. Unieważnił m.in. dużą liczbę sancitów (uchwał) generalności konfederacji targowickiej.

## Epilog
Większość czołowych przywódców konfederacji targowickiej zostało skazanych na śmierć i powieszonych w czasie insurekcji kościuszkowskiej.
Po opanowaniu Wilna przez powstańców, sąd kryminalny skazał na powieszenie hetmana wielkiego litewskiego Szymona Kossakowskiego. Wyrok wykonano publicznie 25 kwietnia 1794 na placu przed tamtejszym ratuszem.
9 maja 1794 przed ratuszem na Rynku Starego Miasta w Warszawie powieszeni zostali przywódcy konfederacji skazani na karę śmierci przez Sąd Kryminalny Księstwa Mazowieckiego: hetman wielki koronny Piotr Ożarowski, marszałek Rady Nieustającej Józef Ankwicz i hetman polny litewski Józef Zabiełło. Czwarty skazany, biskup inflancki Józef Kazimierz Kossakowski, po zdjęciu święceń kapłańskich został powieszony przed kościołem św. Anny.
28 czerwca 1794 wzburzony lud warszawski dokonał samosądów na członkach konfederacji targowickiej posądzanych o zdradę. Przed kościołem św. Anny przy Krakowskim Przedmieściu powieszeni zostali: biskup wileński Ignacy Massalski, kasztelan przemyski Antoni Czetwertyński, poseł do Turcji Karol Boscamp-Lasopolski, szambelan Stefan Grabowski, instygator królewski Mateusz Roguski, szpieg rosyjski Marceli Piętka, adwokat Michał Wulfers i instygator sądów kryminalnych Józef Majewski.
Sąd Najwyższy Kryminalny skazał Stanisława Szczęsnego Potockiego, Franciszka Ksawerego Branickiego, Seweryna Rzewuskiego, Jerzego Wielhorskiego, Antoniego Polikarpa Złotnickiego, Adama Moszczeńskiego, Jana Zagórskiego i Jana Suchorzewskiego na karę śmierci przez powieszenie, wieczną infamię, konfiskatę majątków i utratę wszystkich urzędów. Wobec nieobecności skazanych, wyrok wykonano in effigie 29 września 1794.